# Hanna Katrín Friðriksson

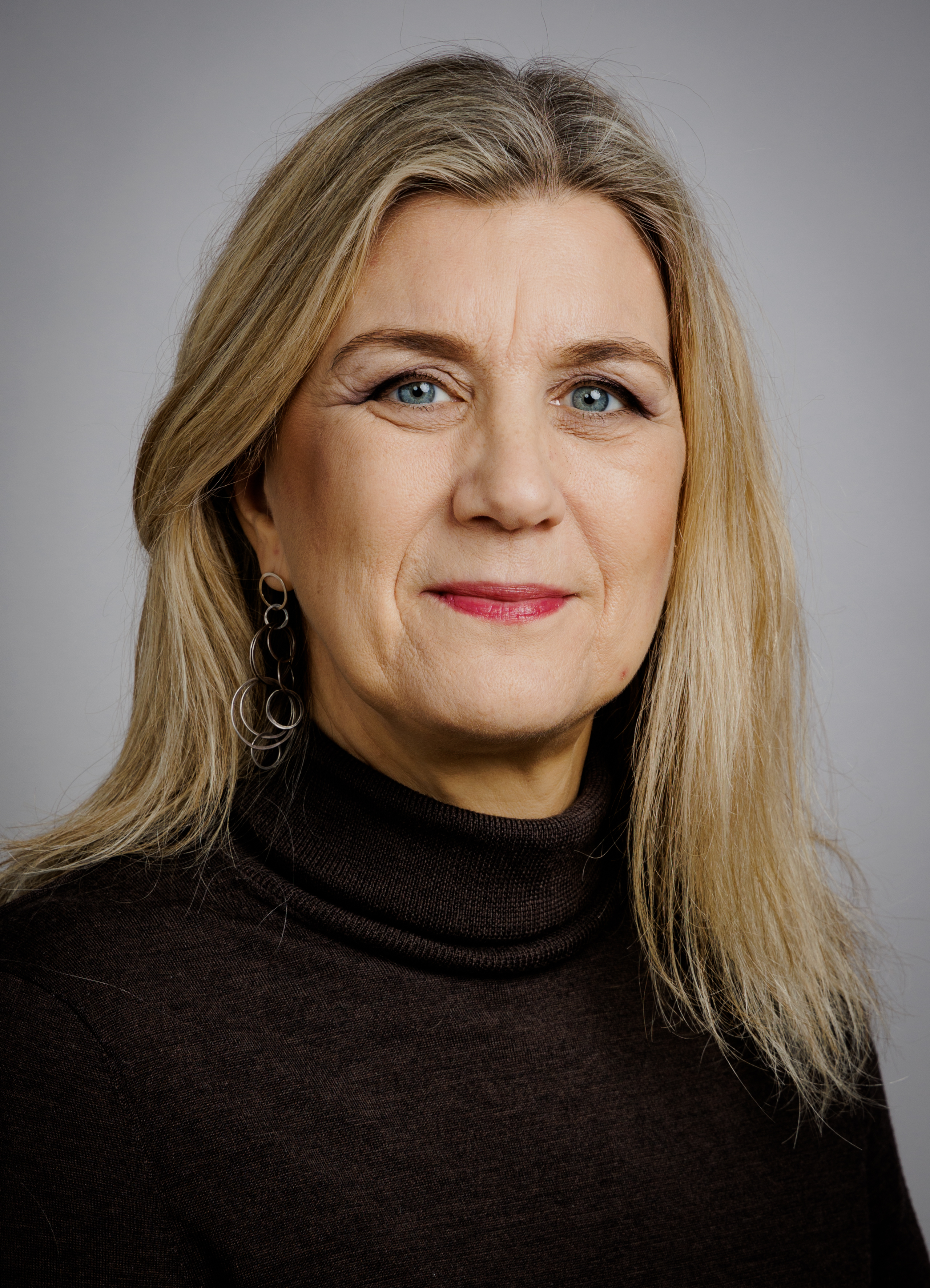
Hanna Katrín Friðriksson, 2021

Hanna Katrín Friðriksson (* 4. August 1964 in Paris) ist eine isländische Politikerin (Viðreisn) und seit dem 21. Dezember 2024 Gewerbeministerin im Kabinett Kristrún Frostadóttir. Sie gehört seit 2016 dem isländischen Parlament Althing an und war bis 2024 Fraktionsvorsitzende ihrer Partei. In den 1980er und 1990er Jahren war sie auch Handballspielerin.

## Leben
Hanna Katrín Friðriksson war von 1990 bis 1999 als Journalistin beim Morgunblaðið tätig. 1999 erwarb sie an der Universität Island ihren Bachelor-Abschluss in Philosophie und Wirtschaftswissenschaften und 2001 an der University of California, Davis einen Master of Business Administration. Danach war sie unter anderem Lehrbeauftragte an der Universität Reykjavík und an der Universität Bifröst. Von 2007 bis 2009 war sie Assistentin des isländischen Gesundheitsministers. Seit 2010 war sie im Management des Arzneimittelvertrieb-Unternehmens Icepharma tätig.
Bei der Parlamentswahl vom 29. Oktober 2016 wurde Hanna Katrín Friðriksson als Kandidatin von Viðreisn für den Wahlkreis Reykjavík-Süd ins isländische Parlament Althing gewählt. Mit Stand Ende 2022 ist sie (seit 2016) Fraktionsvorsitzende von Viðreisn. Sie gehört dem parlamentarischen Ausschuss für Gewerbeangelegenheiten an und ist Mitglied der isländischen Delegation im Nordischen Rat.
Im nach der Wahl 2024 gebildeten Kabinett Kristrún Frostadóttir ist Hanna Katrín Friðriksson seit dem 21. Dezember 2024 Gewerbeministerin.

## Sportliche Karriere
Hanna Katrín Friðriksson spielte Handball beim isländischen Verein Íþróttafélag Reykjavíkur, mit dem sie im Jahr 1983 den isländischen Pokalwettbewerb gewann. Nachdem der Verein aufgelöst worden war, wechselte sie zu Knattspyrnufélagið Valur, mit dem sie in den Jahren 1988 und 1993 wieder den Pokal gewinnen konnte. Sie wechselte 1994 zu Knattspyrnufélagið Fram; 1995 wurde sie auch mit diesem Verein Pokalsiegerin. Danach beendete sie ihre Handballkarriere. Für die Isländische Frauen-Handballnationalmannschaft bestritt sie 36 Länderspiele, in denen sie 54 Tore erzielte.